# Mikio Naruse
Mikio Naruse (成瀬 巳喜男, Naruse Mikio) 20 de agosto de 1905 – 2 de julho de 1969 foi um roteirista e produtor japonês. Naruse dirigiu cerca de 89 filmes entre 1930 a 1967.
Dentre os cineastas japoneses, é conhecido por construir narrativas mais sombrias e dramáticas sobre a classe trabalhadora (shōshimin-eiga), dando destaque a protagonistas femininas, retratadas por atrizes como Hideko Takamine, Kinuyo Tanaka e Setsuko Hara. Também trabalha com o cotidiano familiar e com a interseção entre a cultura japonesa tradicional e a moderna, o que rendeu comparações com obras de Yasujirō Osu. Muitos de seus filmes em seu final de carreira foram adaptações de obras de escritores japoneses reconhecidos. Intitulado como uma "figura importante da idade de ouro do Japão" e "dramaturgo extremamente inteligente", ele permanece menos conhecido internacionalmente do que seus contemporâneos Akira Kurosawa, Kenji Mizoguchi e Ozu. Entre seus filmes mais notáveis estão Yama no Oto, Bangiku, Nuvens Flutuantes, Nagareru e Onna ga kaidan o agaru toki.

## Biografia

### Início da vida
Mikio Naruse nasceu em Tóquio em 1905 e foi criado por seu irmão e irmã após a morte prematura de seus pais. Ele entrou no estúdio de cinema Shōchiku, na época dirigido por Shirō Kido, na década de 1920 como assistente de equipe de iluminação e logo foi designado para trabalhar com diretor de comédia Yoshinobu Ikeda. Somente em 1930 ele foi autorizado a dirigir um filme sozinho. Seu filme de estreia, a curta comédia pastelão, Chanbara Fūfū, foi editado por Heinosuke Gosho, que tentou apoiar o jovem cineasta. O filme foi considerado um sucesso, e Naruse foi autorizado a dirigir o filme de romance, Junjo. Ambos os filmes, como a maioria de seus primeiros trabalhos na Shōchiku, estão atualmente perdidos.

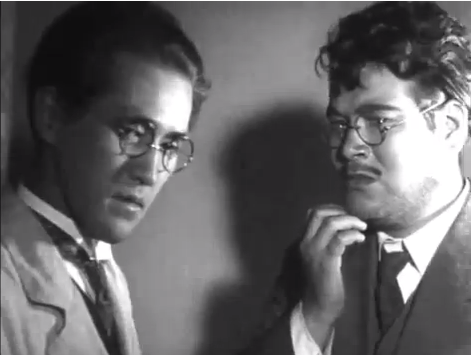
Cena de Koshiben Ganbare (1931), filme sobrvivente mais antigo do diretor

O primeiro trabalho sobrevivente de Naruse é o curta Koshiben Ganbare (1931), uma mistura de comédia e drama. Em 1933-1934, ele dirigiu uma série de melodramas mudos, Kimi to Wakarete, Yogoto no Yume e Kagirinaki Hodō, centrados em mulheres confrontadas com ambientes hostis e diversas responsabilidades, demonstrando "um considerável virtuosismo estilístico" (Alexander Jacoby). Insatisfeito com as condições de trabalho na Shōchiku e com os projetos para os quais foi designado, Naruse deixou o estúdio em 1934 e mudou-se para o P.C.L. estúdios (Photo Chemical Laboratories, que mais tarde se tornaria a Toho).
Seu primeiro grande filme foi a comédia dramática Tsuma yo bara no yō ni (1935). Foi eleito o Melhor Filme do Ano pela revista Kinema Junpo, e foi o primeiro filme japonês a receber estreia nos cinemas dos Estados Unidos (onde não foi bem recebido). O filme retrata a história de uma jovem cujo pai abandonou a família para se relacionar com uma ex-gueixa. Quando ela visita o pai em uma remota vila nas montanhas, descobre que a segunda esposa é muito mais adequada para ele do que a primeira. Os historiadores do cinema enfatizaram a "sensação alegre e moderna" do filme, bem como o "estilo visual inovador" e as "atitudes sociais progressistas".
Os filmes de Naruse em seus anos posteriores são frequentemente considerados trabalhos menos relevantes pelos historiadores do cinema devido em parte a roteiros e atuações fracos, embora Jacoby tenha notado a experimentação formal e a atitude cética em relação às instituições do casamento e da família em Nadare e Nyonin aishu (ambos de 1937). Naruse argumentou mais tarde que na época não teve coragem de recusar alguns dos projetos que lhe foram oferecidos e que suas tentativas de compensar o conteúdo fraco em técnica não funcionaram.
Durante os anos de guerra, Naruse manteve, o que sua biógrafa Catherine Russell chamou de “projetos seguros”, incluindo “filmes de guerra nacionais” como Magokoro. O início da década de 1940 viu o colapso do primeiro casamento de Naruse com Sachiko Chiba, que estrelou Tsuma yo bara no yō ni e com quem ele se casou em 1936. Em 1941, dirigiu a comédia Hideko no shashō-san, com Hideko Takamine, que mais tarde se tornaria sua atriz principal.

### Carreira no pós-guerra

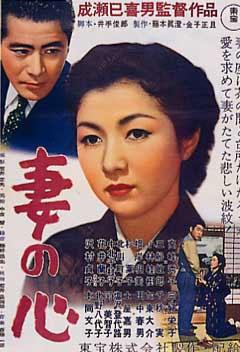
Cartaz do filme Tsuma no kokoro (1956).

O filme Meshi de 1951 marcou o retorno do diretor e foi o primeiro de uma série de adaptações de obras da escritora Fumiko Hayashi, incluindo Relâmpago (1952) e Nuvens Flutuantes (1955). Todos esses filmes apresentavam mulheres lutando com relacionamentos infelizes e problemas familiares, e recebram prestigiados prêmios nacionais de cinema. Bangiku (1954), baseado em contos de Hayashi, é centrado em quatro ex-gueixas e suas tentativas de lidar com as restrições financeiras no Japão do pós-guerra. Yama no Oto (1954), um retrato de um casamento desmoronando, e Nagareru (1956), que segue o declínio de uma outrora próspera casa de gueixas, foram baseados em romances de Yasunari Kawabata e Aya Kōda.
Na década de 1960, a produção de Naruse diminuiu em quantidade (parcialmente devido à sua doença), enquanto os historiadores do cinema detectam ao mesmo tempo um aumento do sentimentalismo e “um modo mais espetacular de melodrama” (Russell). Onna ga kaidan o agaru toki (1960) conta a história de uma velha recepcionista de bar tentando abrir seu próprio negócio, Hōrōki (1964) conta sobre a vida da escritora Fumiko Hayashi. Seu último filme foi Nuvens Dispersas (1967). Dois anos depois, Naruse morreu de câncer, aos 63 anos.

## Estilo cinematográfico e temas
Naruse é conhecido por exemplificar particularmente o conceito japonês de "mono no aware", a consciência da transitoriedade das coisas e uma leve tristeza pela sua passagem. “Desde muito jovem pensei que o mundo em que vivemos nos trai”, explicou o cineasta. Seus protagonistas eram geralmente mulheres, e seus estudos sobre a experiência feminina abrangeram uma ampla gama de ambientes sociais, profissões e situações. Seis de seus filmes foram adaptações de uma única romancista, Fumiko Hayashi, cuja visão pessimista parecia corresponder à sua. A partir do trabalho dela, ele fez filmes sobre paixões não correspondidas, famílias infelizes e casamentos caindo aos pedaços. Cercados por laços familiares inquebráveis e costumes inflexíveis, os personagens nunca ficam mais vulneráveis do que quando decidem, pela primeira vez, fazer um movimento individual: "Se eles se moverem, mesmo que seja um pouco, rapidamente batem na parede" (Naruse). As expectativas invariavelmente terminam em decepção, a felicidade é impossível e o contentamento é o melhor que os personagens podem alcançar. Sobre os longas Meshi, Fufu e Tsuma, Naruse disse, "esses retratos têm pouco que acontece nelas e terminam sem uma conclusão - assim como a vida". Enquanto seus filmes anteriores empregam um estilo mais experimental, os filmes do pós-guerra de Naruse mostram uma combinação de estilos, contando com edição, iluminação, atuação e cenários.

## Reputação
Naruse foi descrito como sério e reservado, e até mesmo seus colaboradores mais próximos e duradouros, como o diretor de fotografia Tamai Masao, afirmaram não saber nada sobre ele pessoalmente. Ele deu poucas entrevistas e foi, segundo Akira Kurosawa, um diretor muito autoconfiante que fez tudo sozinho no set. Hideko Takamine lembrou: “Mesmo durante a filmagem de um filme, ele nunca dizia se algo era bom ou ruim, interessante ou banal. Ele era um diretor completamente indiferente. Apareci em cerca de 20 de seus filmes, mas nunca houve um caso em que ele me deu instruções de como atuar." Tatsuya Nakadai relembrou um momento que presenciou durante as filmagens de Onna ga kaidan o agaru toki, onde Naruse gritou com um assistente de direção por desenhar um olho de papelão para indicar o ponto de referência da linha dos olhos de Hideko Takamine.

## Prêmios
Onna ga kaidan o agaru toki
- Prêmio Kinema Junpo de Melhor Filme

Meshi
- Blue Ribbon Awards de Melhor Filme[15]
- Mainichi Film Concours de Melhor Filme e Melhor Diretor[16]

Relâmpago
- Blue Ribbon Awards de Melhor Filme e Melhor Diretor[17]

Okaasan
- Blue Ribbon Awards de Melhor Diretor[18]

Nuvens Flutuantes
- Blue Ribbon Awards de Melhor Filme[19]
- Mainichi Film Concours de Melhor Filme e Melhor Diretor[20]
- Prêmio Kinema Junpo de Melhor Filme e Melhor Diretor

Audie Bock, historiadora de cinema, foi curadora de duas extensas retrospectivas sobre Naruse em Chicago e Nova York em 1984–1985. Retrospectivas também foram realizadas no Berkeley Art Museum e no Pacific Film Archive em 1981 e 2006, no Festival de Cinema de Locarno (1984), em Melbourne (1988), e no Harvard Film Archive em 2005.
Nuvens Flutuantes e Nagareru foram votados e classificados nas listas dos Melhores Filmes Japoneses de Todos os Tempos de 2009 pelos leitores e críticos da revista de cinema japonesa, Kinema Junpo.

## Filmografia
| Ano                         | Título                           | Notas                                          |
| --------------------------- | -------------------------------- | ---------------------------------------------- |
| Filmes mudos dos anos 1930  |                                  |                                                |
| 1930                        | Chanbara fufu                    | Perdido                                        |
| 1930                        | Junjo                            | Perdido                                        |
| 1930                        | Fukeiki jidai                    | Perdido                                        |
| 1930                        | Ai ha chikara da                 | Perdido                                        |
| 1930                        | Oshikiri shinkonki               | Perdido                                        |
| 1931                        | Nee kofun shicha iya yo          | Perdido                                        |
| 1931                        | Nikai no himei                   | Perdido                                        |
| 1931                        | Koshiben Ganbare                 |                                                |
| 1931                        | Uwaki wa kisha ni notte          | Perdido                                        |
| 1931                        | Hige no chikara                  | Perdido                                        |
| 1931                        | Tonari no yani no shita          | Perdido                                        |
| 1932                        | Onna wa tamoto o goyojin         | Perdido                                        |
| 1932                        | Aozora ni naku                   | Perdido                                        |
| 1932                        | Eraku nare                       | Perdido                                        |
| 1932                        | Chokoreito garu                  | Perdido                                        |
| 1932                        | Nasanu Naka                      |                                                |
| 1932                        | Kashi no aru Tokyo no fûkei      | Perdido. Curta-metragem publicitário           |
| 1932                        | Mushibameru haru                 | Perdido                                        |
| 1933                        | Kimi to Wakarete                 |                                                |
| 1933                        | Yogoto no Yume                   |                                                |
| 1933                        | Boku no marumage                 | Perdido                                        |
| 1933                        | Sobo                             | Perdido                                        |
| 1933                        | Kingashinnen                     | Perdido                                        |
| 1934                        | Kagirinaki hodō                  |                                                |
| Filmes sonoros dos ano 1930 |                                  |                                                |
| 1935                        | Otome-gokoro sannin shimai       |                                                |
| 1935                        | Joyu to shijin                   |                                                |
| 1935                        | Tsuma yo bara no yō ni           |                                                |
| 1935                        | Saakasu goningumi                |                                                |
| 1935                        | Uwasa no musume                  |                                                |
| 1936                        | Tochuken Kumoemon                |                                                |
| 1936                        | Kimi to yuku michi               |                                                |
| 1936                        | Asa no namikimichi               |                                                |
| 1937                        | Nyonin aishu                     |                                                |
| 1937                        | Nadare                           |                                                |
| 1937                        | Kafuku zempen                    |                                                |
| 1937                        | Kafuku kôhen                     |                                                |
| 1938                        | Tsuruhachi Tsurujirō             |                                                |
| 1939                        | Hatarakku ikka                   |                                                |
| 1939                        | Magokoro                         |                                                |
| Filmes dos anos 1940        |                                  |                                                |
| 1940                        | Tabi yakusha                     |                                                |
| 1941                        | Natsukashi no kao                |                                                |
| 1941                        | Shanhai no tsuki                 | Imagens incompletas sobreviveram               |
| 1941                        | Hideko no shashō-san             |                                                |
| 1942                        | Haha wa shinazu                  |                                                |
| 1943                        | Uta andon                        |                                                |
| 1944                        | Tanoshiki kana jinsei            |                                                |
| 1944                        | Shibaido                         |                                                |
| 1945                        | Shori no hi made                 | Perdido                                        |
| 1945                        | Sanjusangendo toshiya monogatari |                                                |
| 1946                        | Urashima Taro no koei            |                                                |
| 1946                        | Ore mo omae mo                   |                                                |
| 1947                        | Wakare mo tanoshi                | Parte da antologia Yottsu no kai no monogatari |
| 1947                        | Haru no mezame                   |                                                |
| 1949                        | Furyo shojo                      | Perdido                                        |
| Filmes dos anos 1950        |                                  |                                                |
| 1950                        | Ishinaka sensei gyōjōki          |                                                |
| 1950                        | Ikari no machi                   |                                                |
| 1950                        | Shiroi yaju                      |                                                |
| 1950                        | Bara kassen                      |                                                |
| 1951                        | Ginza keshō                      |                                                |
| 1951                        | Maihime                          |                                                |
| 1951                        | Meshi                            |                                                |
| 1952                        | Okuni to Gohei                   |                                                |
| 1952                        | Okaasan                          |                                                |
| 1952                        | Relâmpago                        |                                                |
| 1953                        | Fufu                             |                                                |
| 1953                        | Tsuma                            |                                                |
| 1953                        | Ani Imoto                        |                                                |
| 1954                        | Yama no Oto                      |                                                |
| 1954                        | Bangiku                          |                                                |
| 1955                        | Nuvens Flutuantes                |                                                |
| 1955                        | Kuchizuke                        | Parte da antologia Onna Doshi                  |
| 1956                        | Shuu                             |                                                |
| 1956                        | Tsuma no kokoro                  |                                                |
| 1956                        | Nagareru                         |                                                |
| 1957                        | Arakure                          |                                                |
| 1958                        | Anzukko                          |                                                |
| 1958                        | Nuvens de Verão                  | Primeiro filme colorido de Naruse              |
| 1959                        | Kotan no kuchibue                | Filme colorido                                 |
| Films in the 1960s          |                                  |                                                |
| 1960                        | Onna ga kaidan o agaru toki      |                                                |
| 1960                        | Filhas, Esposas e uma Mãe        | Filme colorido                                 |
| 1960                        | Yoru no nagare                   | Filme colorido. Co-dirigido com Yuzo Kawashima |
| 1960                        | A Chegada fo Outono              |                                                |
| 1961                        | Tsuma toshite onna toshite       | Filme colorido                                 |
| 1962                        | Onna no za                       |                                                |
| 1962                        | Hōrōki                           |                                                |
| 1963                        | Onna no rekishi                  |                                                |
| 1964                        | Tormento                         |                                                |
| 1966                        | Onna no naka ni iru tanin        |                                                |
| 1966                        | Hikinige                         |                                                |
| 1967                        | Nuvens Dispersas                 | Filme colorido                                 |